# Pedro Martín
Pedro Manuel Martín Domínguez (18 de diciembre de 1956, Guía de Isora) es un político español perteneciente al Partido Socialista Obrero Español (PSOE) y fue presidente del Cabildo Insular de Tenerife entre 2019 y 2023.

## Biografía
Licenciado en Psicología por la Universidad Central de Barcelona, en 1995 se convirtió en el alcalde más joven de Canarias por el Partido Socialista Canario (PSC-PSOE), con 29 años. Desde joven estuvo implicado en temas sociales, tales como la movilización para conseguir el primer instituto de bachillerato en Guía de Isora en la década de los 80 y en la Universidad Central de Barcelona tuvo varios cargos de representación, tanto en su facultad como en la Junta de Gobierno de dicha institución. Posteriormente, realizó prácticas durante un año en el Ayuntamiento de Barcelona, en el área de Servicios Sociales, y entre 1991-1995 fue técnico responsable de la Concejalía de Asuntos Sociales del Ayuntamiento de Adeje.
En 1994 fue elegido secretario general de la Agrupación Socialista de Guía de Isora.
En 1995 se convirtió en el alcalde del municipio de Guía de Isora, consiguiendo esta alcaldía también en las elecciones municipales de 1999, 2003, 2007, 2011 y 2015 por mayoría absoluta.
En marzo de 2010 fue elegido secretario de Política Municipal de la Comisión Ejecutiva Regional del Partido Socialista Canario (PSC-PSOE).
El 27 de mayo de 2010 es nombrado Vicepresidente 1º de la Federación Canaria de Municipios (FECAM).
Tomó posesión en el cargo de diputado en el Parlamento de Canarias por el Partido Socialista por la isla de Tenerife en la legislatura que comenzó el 21 de junio de 2011. Fue designado representante por el grupo socialista en la Comisión de Turismo. Tras dos años simultaneando sus funciones de alcalde y diputado regional, y por un acuerdo de su partido para que no se pudieran ostentar dos cargos públicos por la misma persona, en octubre de 2013 decide renunciar al acta de diputado en el Parlamento de Canarias.
En noviembre de 2017, tras ganar las primarias a la Secretaría Insular del PSOE de Tenerife y ser ratificado en el Congreso Insular de diciembre, es sucedido como Secretario General del PSOE de Guía de Isora por Raquel Gutiérrez. 
El 24 de julio de 2019, Pedro Martín se convirtió en presidente del Cabildo de Tenerife sucediendo a Carlos Enrique Alonso Rodríguez (CC) en función de un pacto entre PSC-PSOE, C’s y Sí Podemos que dio lugar a la moción de censura.
El 28 de junio de 2023, Pedro Martín renuncia para impedir la moción de censura de CC y PP en el Cabildo de Tenerife.